# Symfonische triptiek
Symfonische tryptiek is een compositie van Henk Badings. Symfonische tryptiek is de naam die Badings meegaf aan zijn Veertiende symfonie, ook wel de "Vlaamse" genoemd. Die bijnaam ontleende het aan het feit dat het werk is geschreven voor het Festival van Vlaanderen, de symfonie ging dan ook in première in Gent. Het werk werd op 19 oktober 2007 nog uitgevoerd door het Rotterdams Philharmonisch Orkest onder leiding van Ed Spanjaard.
De symfonische triptiek bestaat in tegenstelling tot de klassieke symfonie uit drie delen, wel is er een tempo-indeling normaal voor symfonieën:
- een langzaam deel in tempo Lento
- een snel deel met in tempo Allegro moderato
- een langzaam deel in tempo Grave.

Het drieluik laat contrasten horen tussen de zachte stemmen in het orkest (strijkinstrumenten, houten blaasinstrumenten en de zacht klinkende slaginstrumenten enerzijds en de koperblaasinstrumenten en de “hard” klinkende slaginstrumenten anderzijds. Een ander thema van het werk is de langzame overgang van lage naar hoge tonen.
In termen van de klassieke symfonie is deel 1, het lento, de inleiding. Opvallend is hier de stem van de tamtam, die een wollige klank laat horen. Deel 2, het allegro moderato, is de uitwerking van de zaken die in deel 1 al te horen waren (de expositie). In dit deel zijn de verschillen het grootst. De strijkers en houtblazers lijken gevangen te zitten in een dans, waaraan niet ontsnapt kan worden. De koperblazers geven met ferme accenten tegenwicht. Deel 3 begint met muziek voor donker klinkende strijkinstrumenten waartegen de celesta en vibrafoon lichte klanken inbrengen. De althobo heeft een solo, waarvan de muziek later in de violen is te horen. Het slot dat als een soort coda klinkt laat een steeds stijgende toonhoogte horen en een decrescendo. De muziek lijkt ten slotte in het niets op te gaan.
- 2 dwarsfluiten, 1 piccolo’s/dwarsfluit, 2 hobo’s, 1 althobo/hobo, 2 klarinetten, 1 basklarinet/klarinet, 2 fagotten, contrafagot
- 4 hoorns, 3 trompetten, 3 trombones, 1 tuba
- pauken, 4 man/vrouw percussie, celesta
- violen, altviolen, celli, contrabassen

## Discografie
- Uitgave CPO Records: Janácek Philharmonisch Orkest o.l.v. David Porcelijn.